# ダイアナ・マルドア
ダイアナ・マルドア（Diana Charlton Muldaur、1938年8月19日 - ）はアメリカ合衆国の女優。
ニューヨーク生まれ、マサチューセッツ州マーサズ・ヴィニヤード育ち。
1960年にヴァージニア州にあるリベラル・アーツの女子大であるスウィート・ブライアー・カレッジ（en）卒業後、ステラ・アドラーのもとで演劇を学び、ニューヨークの舞台で女優デビューした。
テレビドラマへの出演が多く、『野生のエルザ』のジョイ・アダムソン役、『新スタートレック』のキャサリン・ポラスキー役などで知られる。

## 出演作品

### 映画
- 泳ぐひと
- 地獄の対決
- 最後の弾丸
- 悪を呼ぶ少年
- マックQ（日本語吹替：平井道子）
- 奇跡の人

### テレビドラマ
- 宇宙大作戦
  - シーズン2「地底160キロのエネルギー」（アン）（日本語吹替：山崎左度子）
  - シーズン3「美と真実」（ミランダ）（日本語吹替：来宮良子）
- 西部二人組
- 警部マクロード（日本語吹替：藤波京子／伊藤幸子）
- 野生のエルザ（日本語吹替：小林千登勢）
- 新スタートレック シーズン2（ドクターキャサリン・ポラスキー）（日本語吹替：谷育子）
- L.A.ロー 七人の弁護士

### テレビアニメ
- バットマン